# حزب سوسیالیست آشوری
حزب سوسیالیست آشوری نخستین حزب سیاسی آشوری است که بعد از انقلاب ۱۹۱۷ شوروی و به توسط فریدون آتورایا و چندی دیگر تشکیل شد.
در سال ۲۰۰۲ گروهی از کارگران آشوری شمال عراق دوباره این حزب را تشکیل دادند.